# Andrea Bricca
Andrea Bricca (Città di Castello, 10 luglio 1982) è un allenatore di calcio ed ex calciatore italiano, di ruolo centrocampista allenatore della Primavera dell'Arezzo.

## Carriera
Appena maggiorenne, dopo un'esperienza in celeste Serie D al Sansepolcro, ha debuttato fra i professionisti in Serie C1 con l'Arezzo totalizzando 33 presenze in tre campionati e dando il suo contribuito alla promozione in Serie B del 2004 con una presenza quell'anno.
Nella stagione seguente passò in prestito al Sora in Serie C1, poi un anno più tardi fece ritorno ad Arezzo dove giocò per due stagioni in Serie B fra i titolari. In questo periodo con gli amaranto toscani raggiunge i quarti di finale della Coppa Italia 2006-2007 uscendo contro il Milan. Rimase anche in seguito alla retrocessione in Serie C1, per ulteriori due campionati.
Nel 2009 passa alla Sangiovannese dove milita per due stagioni in Lega Pro Seconda Divisione.
Dal 2011 scende in Serie D passando prima al Castel Rigone e poi all'Ancona.
Nel luglio del2013 fa ritorno all'Arezzo in Serie D.
Il 18 dicembre 2015 consegue la Laurea in Scienze Motorie e Sportive presso l'Università degli Studi di Perugia, discutendo una tesi dal titolo "Periodizzazione tattica. Il morfociclo di una squadra professionistica".

### Allenatore
Inizia la carriera di allenatore alla guida del Lama nel 2017-2018. La stagione successiva assume la guida del Sansepolcro, in Eccellenza umbra ma viene esonerato a stagione in corso. 
La stagione 2020-2021 siede sulla panchina del Castel del Piano.
Nell'annata 2021-2022 gli viene affidata la guida della primavera del Gubbio.
Il 24 maggio 2022 il Città di Castello, società che dalla prossima stagione disputerà il campionato di Serie D, grazie all'acquisto del titolo del Tiferno, comunica che dall 1º luglio gli sarà affidata la guida della prima squadra, però un mese più tardi, esattamente il 22 giugno, complice il passaggio di proprietà, il club Umbro comunica di aver deciso per il cambio di allenatore.
Per la stagione 2022-2023 torna alla guida del Gubbio Primavera.
Il 14 giugno 2023, il Sansepolcro, comunica il suo ritorno per guidare la prima squadra nel campionato di Serie D. Il 30 ottobre seguente, nonostante la vittoria del giorno precedente sul campo del Cenaia ma con la squadra in zona playout, viene sollevato dall'incarico.
Nel luglio 2024 viene ingaggiato come allenatore della Primavera dell'Arezzo.

## Palmarès

### Giocatore

#### Competizioni nazionali
- Campionato italiano Serie C1: 1

Arezzo: 2003-2004
- Supercoppa di Lega di Serie C: 1

Arezzo: 2004
- Coppa Italia Dilettanti: 1

Virtus Francavilla: 2014-2015

#### Competizioni regionali
- Eccellenza: 1

Virtus Francavilla: 2014-2015
- Coppa Italia Dilettanti Puglia: 1

Virtus Francavilla: 2014-2015

### Allenatore

#### Competizioni giovanili
- Campionato Primavera 4: 1

Arezzo: 2024-2025 (girone B)